# Lazy initialization
Nella programmazione software, si dice lazy initialization (lett. "inizializzazione pigra") la tattica di istanziare un oggetto, inizializzare una variabile, effettuare un calcolo o eseguire un processo solo nel momento in cui tale operazione è richiesta.
Tipicamente, questo si ottiene memorizzando in un flag l'avvenimento di un determinato processo: ogni volta che avviene un certo evento si esamina il flag. Se questo è abbassato, si continua, altrimenti si inizializza una certa variabile o si istanzia un certo oggetto.

## La lazy factory
Dal punto di vista dei design pattern, la lazy initialization si usa spesso con un factory method. Questo combina tre idee:
- usare un factory method per instanziare una classe;
- memorizzare l'istanza di una mappa, in modo tale da poter riprendere la stessa istanza la volta successiva che la si richiede con certi parametri (confronta con un singleton);
- usare la lazy initialization per istanziare un oggetto la prima volta che è richiesto.

Un piccolo esempio (in Java): la classe Frutta viene impiegata a soli fini esemplificativi per mostrare questo pattern di inizializzazione.
```
import
 
java.util.*
;

 

 
public
 
class
 
Frutta
 
{

     
/**

      * Mappatura tra tipo di frutta (String) e la sua istanza (Frutta)

      */

     
private
 
static
 
Map
<
String
,
 
Frutta
>
 
tipologie
 
=
 
new
 
HashMap
<
String
,
 
Frutta
>
();

     
/**

      * Contiene il tipo di Frutta dell'istanza corrente

      */

     
private
 
String
 
tipo
;
      

 

     
/** 

      * Costruttore privato per forzare l'uso del metodo factory.

      * @param   tipo Stringa che descrive il tipo di frutta da istanziare

      */

     
private
 
Frutta
(
String
 
tipo
){

         
this
.
tipo
=
tipo
;

         
tipologie
.
put
(
tipo
,
 
this
);

     
}

 

     
/**

      * Metodo Lazy con pattern Factory: recupera un'istanza di Frutta associata ad un certo tipo,

      * se presente, altrimenti istanzia un nuovo oggetto.

      * @param   tipo    Una stringa che descrive un tipo di frutta, ad esempio "mela"

      * @return          Una istanza di Frutta associata al tipo

      */

     
public
 
static
 
Frutta
 
getFrutta
(
String
 
tipo
)
 
{

         
Frutta
 
f
;

         
if
 
(
tipologie
.
containsKey
(
tipo
)){

             
f
 
=
 
tipologie
.
get
(
tipo
);
 
// recupera l'istanza di quel tipo   

         
}
 
else
 
{

             
f
 
=
 
new
 
Frutta
(
tipo
);
 
// inizializzazione lazy (pigra)

         
}

         
return
 
f
;

     
}

 
}

```

La tecnica può essere usata anche in un linguaggio non orientato agli oggetti.